# Renderklippen

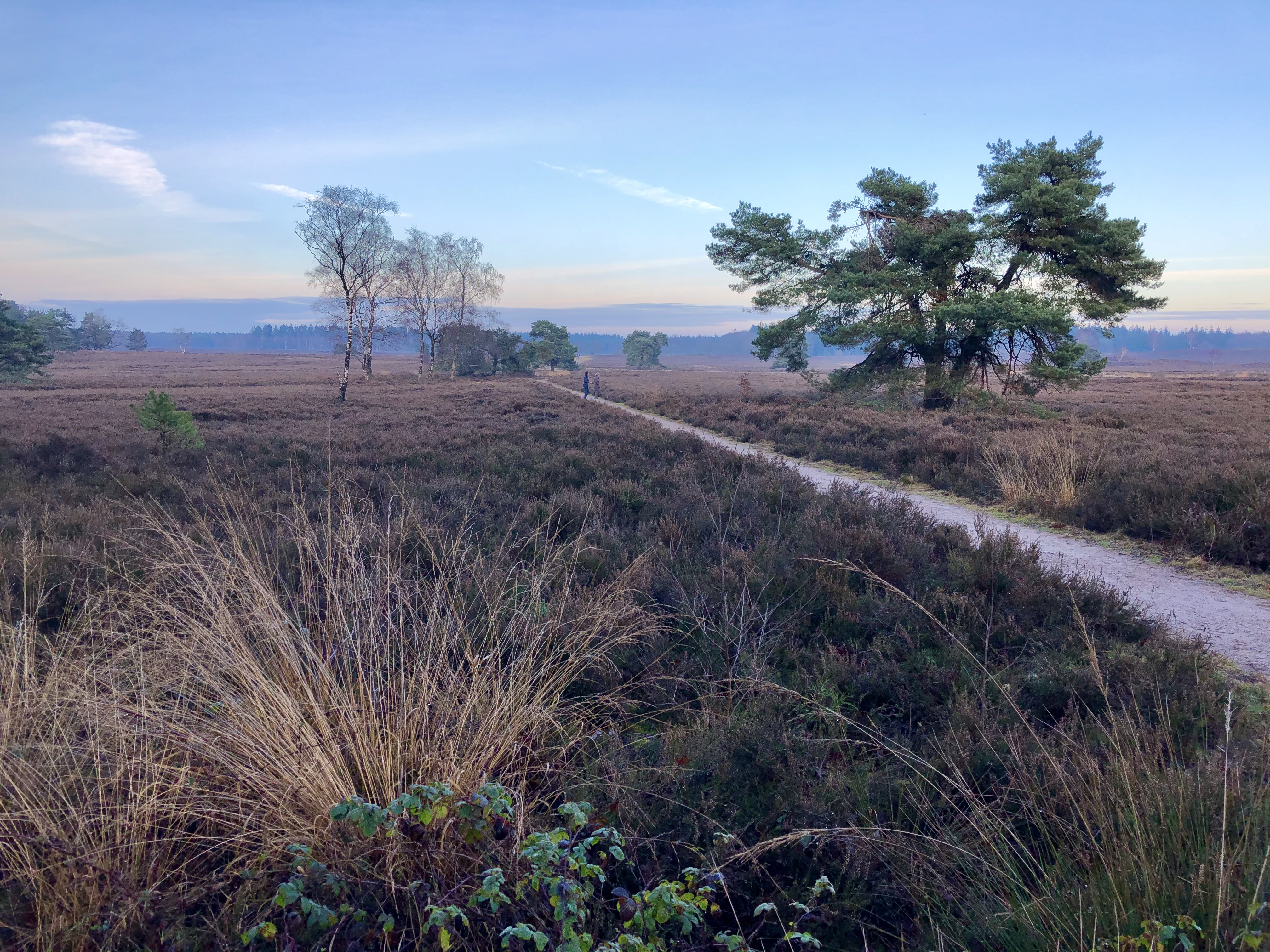
De Renderklippen in december

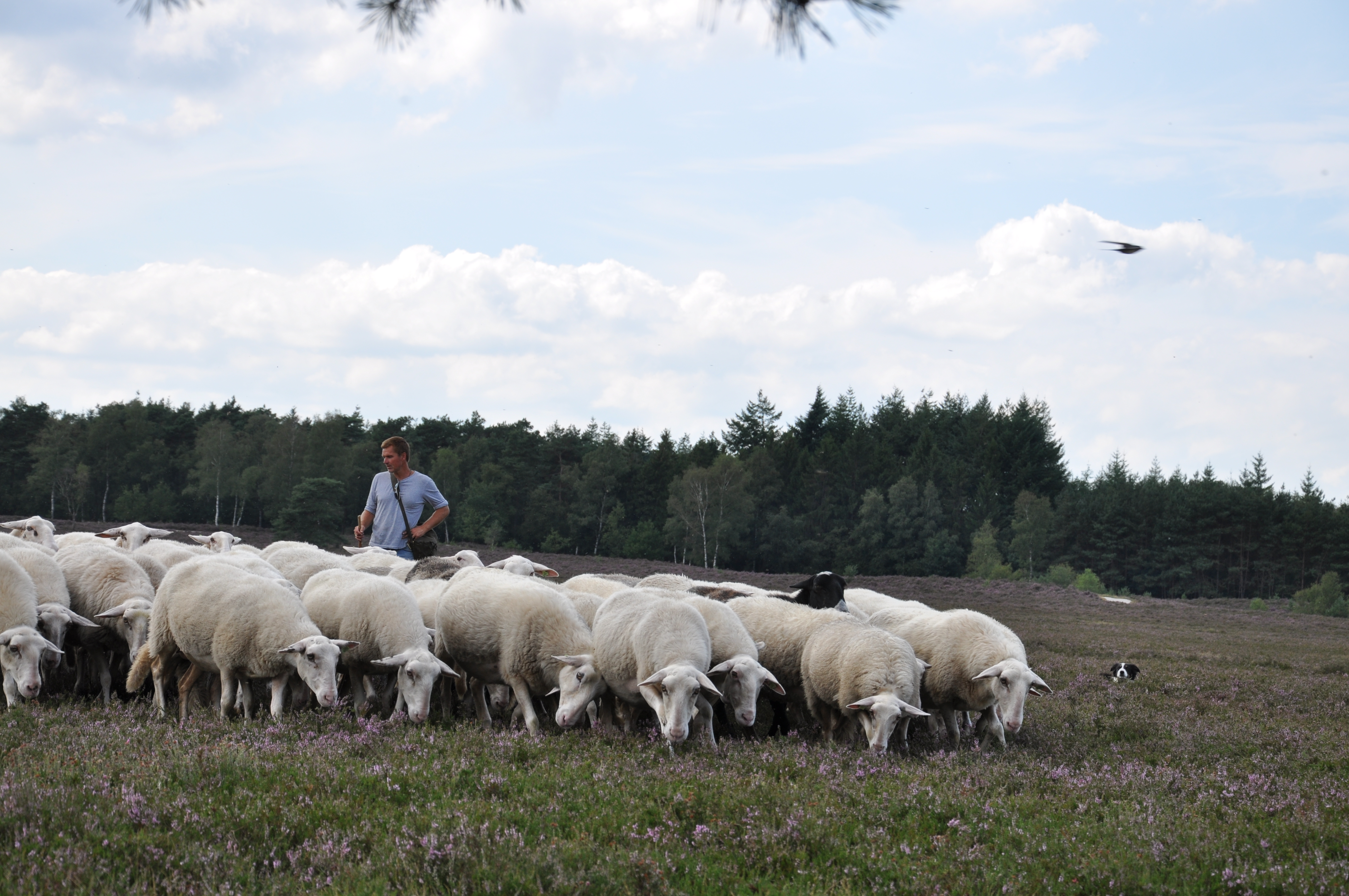
Schaapskudde met hond (rechts)

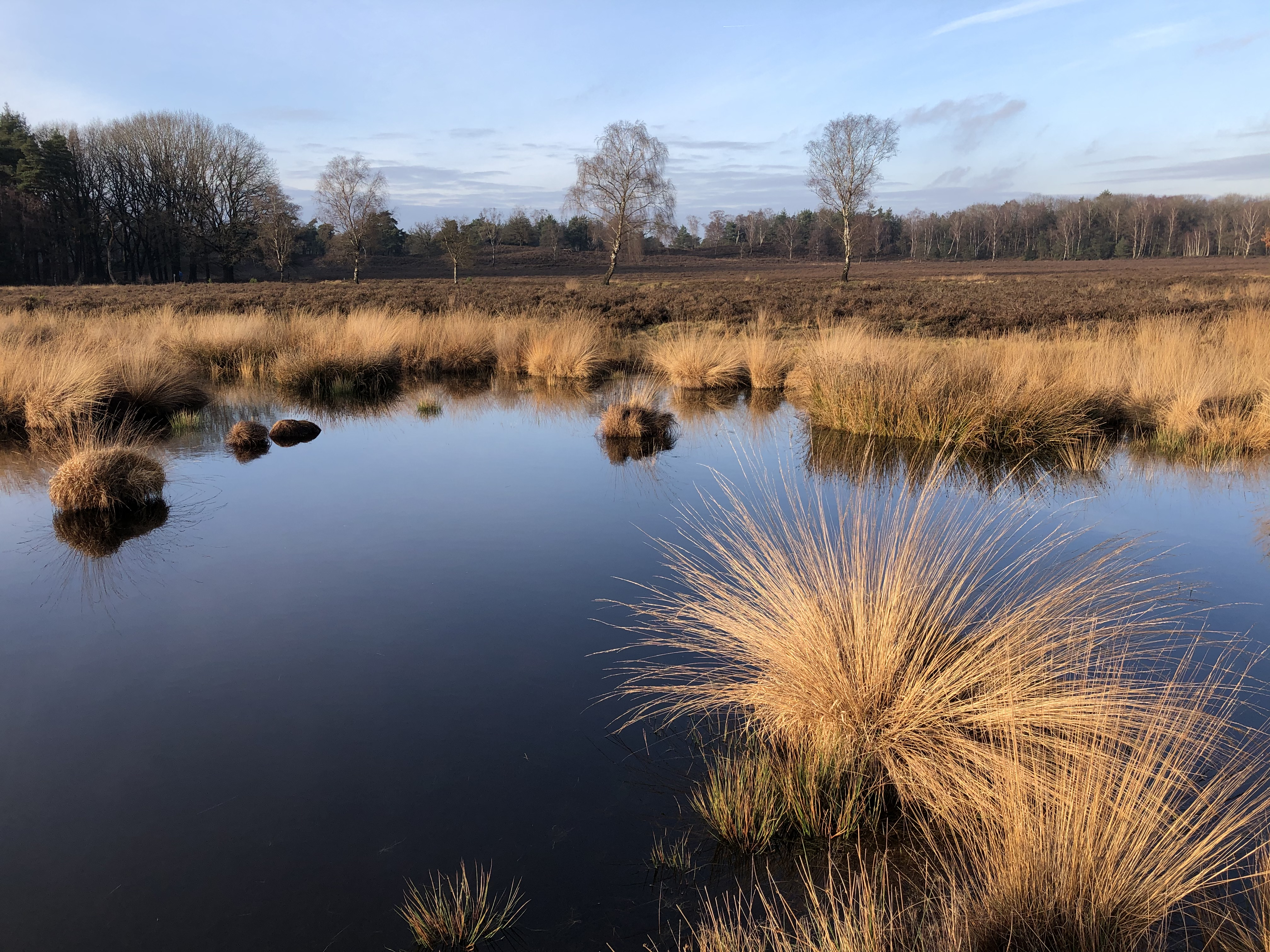
Het Wollegrasven

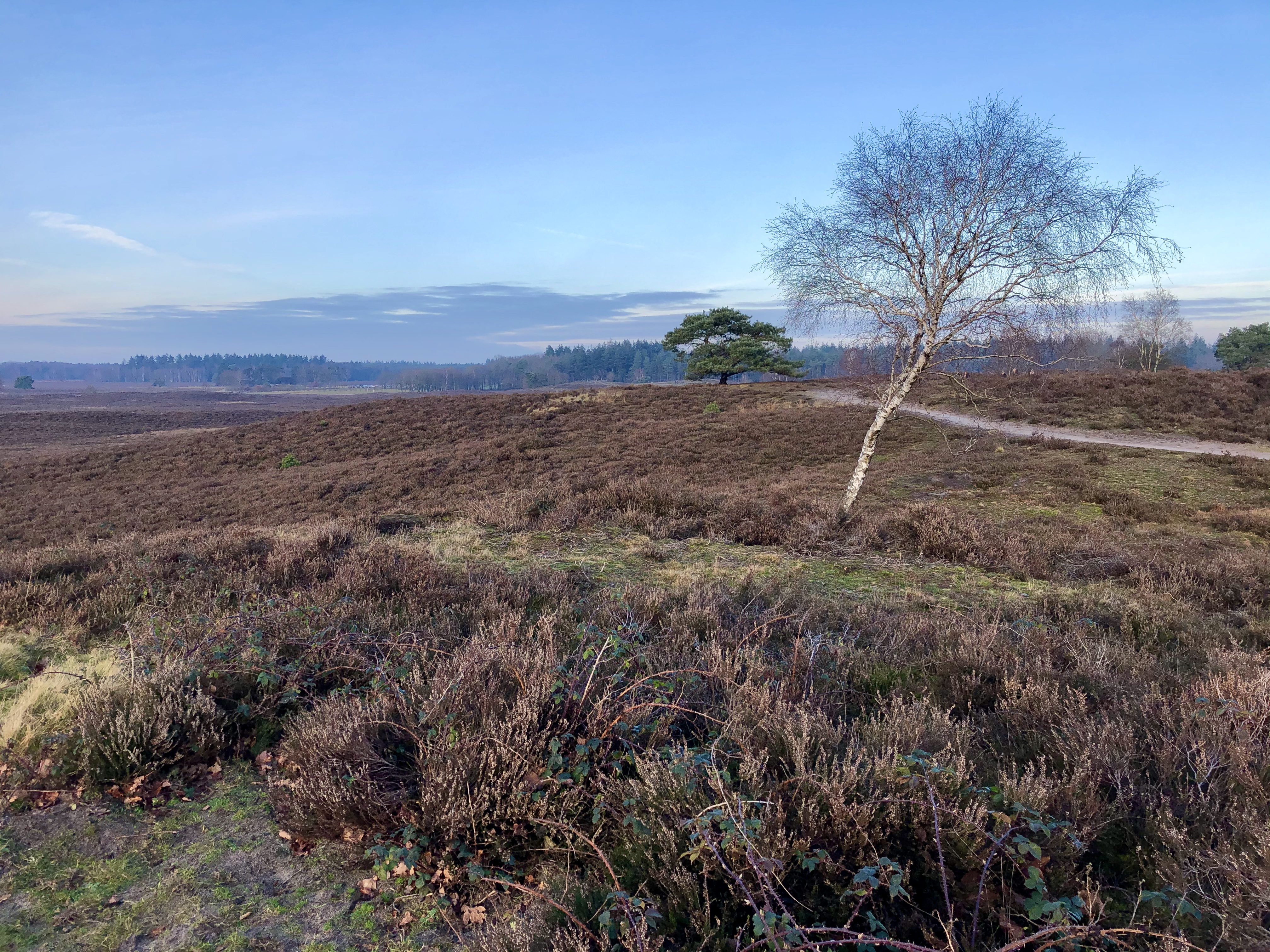
Het Maarten van Rossumpad (rechts) loopt dwars door de Renderklippen

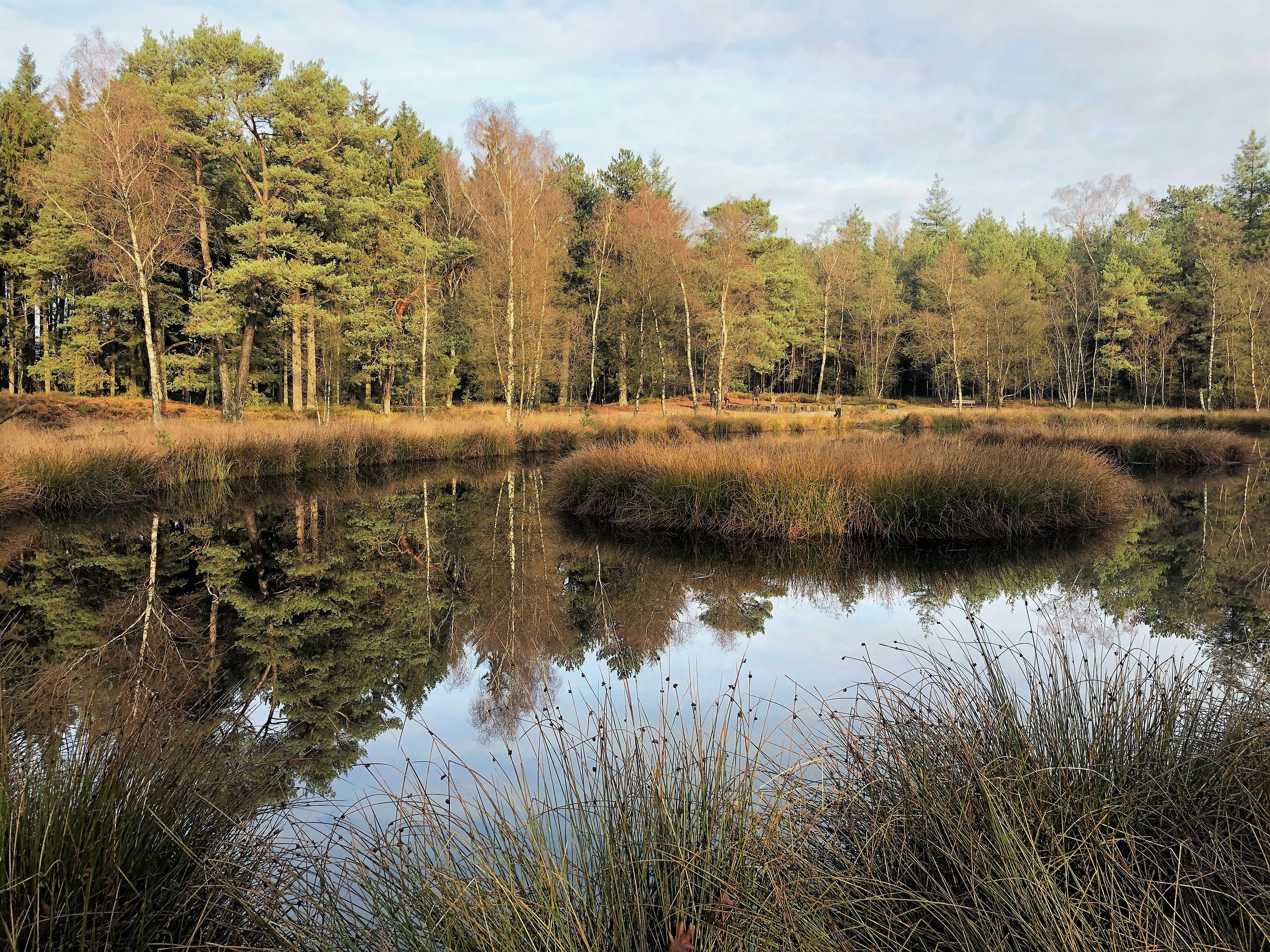
Het Pluizenmeer

De Renderklippen is een natuurgebied dat bestaat uit met heide begroeide stuwwallen op de Veluwe tussen de plaatsen Epe en Heerde. Het 223 hectare grote gebied kent veel hoogteverschil. Door de ligging ver van steden is het een van de plekken in Nederland waar het 's nachts nog echt donker wordt.

## Ontstaan
De Renderklippen is een uitgestrekt heidegebied op de grens van de Gemeente Epe en Heerde. Van noord naar zuid telt het gebied  twee kilometer in lengte; van oost naar west ruim één kilometer breed. De Renderklippen maakt deel uit van het Noord-Veluwse stuwwallencomplex Hattem-Nunspeet, daarmee ligt dit iets boven de middenzone. Aan de zuidoostzijde ligt een aantal heuvels tot een hoogte van 25 - 30 meter hoog, die onderdeel zijn van de Veluwse stuwwal. Deze stuwwal is ontstaan tijdens het Saalien (± 160.000 jaar geleden). Tijdens de volgende ijstijd, het Weichselien (± 10.000 jaar geleden), kwam het landijs niet meer zo ver. Het landschap in onze omgeving was wel toendra-achtig en er groeide weinig. De wind had vrij spel op deze vlakte. Het toen verwaaide zand werd aan de oostkant van de stuwwal afgezet en vormt nu een dekzandlaag
De stuwwallen zijn ontstaan door gletsjers die tijdens het Saalien, de grond voor zich naar boven stuwden. Toen het klimaat 128.000 jaar geleden veranderde bleven de stuwwallen achter. Toen het ijs weg was, vormden zich stuifduinen.
De prehistorische grafheuvels uit de steentijd, dateren van ongeveer 2800 tot 2100 v.Chr. De oudste bij opgravingen aangetroffen sporen van menselijke bewoning dateren uit de late bronstijd, zo'n 700 jaar v.Chr. Deze bevinden zich in het Historisch Museum Arnhem.
De grond van de Renderklippen bestaat uit arme zandgrond, die niet geschikt is voor landbouw. De heide is ontstaan en wordt in stand gehouden door menselijk ingrijpen; men hoedde er eeuwenlang schapen en runderen (render). Anno 2010 graast er nog steeds een kudde van zo'n 150 schapen. Aan zich zelf overgelaten zou de heide door successie van diverse  grassen worden verdrongen en daarna langzaam op bepaalde terreindelen  in bos veranderen. De Renderklippen zijn bijna volledig begroeid met Struikheide en Dopheide en kleine oppervlakten met Kraaiheide met hier en daar een enkele boom of struik, voornamelijk Ruwe berk en Grove den. Het heidegebied wordt begrensd door bos, meest aangeplant naaldbos en hier en daar gemengd bos met loofbomen. De Renderklippen herbergt enkele zeer fraaie veenslenken en zure vennen waar Zonnedauw voorkomt dat onder meer een flinke populatie Heikikkers (Rana arvalis) herbergt. Het aantal vennen en andere watertjes is afhankelijk van het jaargetijde. Er liggen in het gebied in ieder geval vijf vennen die min of meer permanent water
voeren: het Pluizenmeer, het ‘Wollegrasven’ het Herfstven ten noordoosten van het terrein, twee nabijgelegen vennen aan de westzijde en een ‘naamloze plas’ in het bos ten zuiden van het Pluizenmeer. Hier komen nog tal van kenmerkende planten, insecten en dieren van de levensgemeenschap west-Europese heide voor in het gebied. In de natte perioden zijn er meerdere venvormende plekken met natte heide, waar vochtminnende Dopheide duidelijk domineert. Aan de zuidkant van de heide ligt langs een bospad een min of meer permanent watergat. Aan de oostflank van het gebied liggen sprengenkoppen van de Noordelijke Horsthoekerbeek.
Onze goed ontwikkelde Heidevelden herbergen in het algemeen redelijke aantallen aan zeldzame en kenmerkende soorten planten en dieren. Sommige van deze planten en dieren staan zelfs op de nationale Rode Lijst (IUCN) of Conventie van Bern (CvB) van kwetsbare en in hun voortbestaan bedreigde soorten. De rijksoverheid verwacht en stimuleert dat terreinbeherende instanties (waaronder landgoederen en gemeenten!) die bossen en natuurterreinen zorgvuldig beheren dat kwetsbare doelsoorten die op de Rode Lijst of doelsoortrichtlijn zijn vermeld hiervan profiteren.
Om de aanwezige natuurwaarden van de Renderklippen vast te stellen spelen de paddenstoelen, planten, insecten, amfibieën, reptielen, vogels en zoogdieren een belangrijke rol. Tot op de vierkante meter geven deze onderdelen een goed beeld van de (biotische) natuurwaarden in dit gebied. Het beeld wordt completer als er ook naar de abiotische waarden gekeken wordt. Zoals de geologische vorming van de Renderklippen, de bodemvorming, de prehistorische feiten en het historisch landgebruik. De interesse in deze zaken heeft een hoge vlucht genomen. Het draagt er toe bij dat aanwonenenden en recreanten nog meer geboeid naar hun leefomgeving kijken.

## Recreatie
De Renderklippen zijn erg geliefd bij wandelende of fietsende toeristen. De in de nazomer pimpelpaarse heide, de heideblauwtjes, zandoogjes, hooibeestjes, de verschillende soorten zandbijen, de sprinkhanen, reptielen als de zandhagedis, adder, ringslang en hazelworm maken de natuur heel bijzonder.
In het gebied bevinden zich enkele vennetjes, waarvan het Pluizenmeertje het bekendst is.
Aan de kant van Epe staat op borden uitleg over prehistorische graven die daar gevonden zijn. Bij Heerde staat de schaapskooi waar de schapen 's nachts verblijven. In de kerstnacht wordt op deze plek vaak een openluchtkerkdienst gehouden.